# Жан дьо Латр дьо Тасини
Жан Жозеф Мари Габриел дьо Латр дьо Тасини (на френски: Jean-Joseph-Marie-Gabriel de Lattre de Tassigny), е френски маршал, участник в Първата и Втората световна война. Роден е на 2 февруари 1889 г. в Муирон ан Паред (департамент Вандея), починал на 11 януари 1952 г. в Париж.
Наследник на старо аристократично семейство от френската част на Фландрия, Жан дьо Тасини получава образованието си в престижния колеж „Сен Жозеф“ в Поатие.

## Произход
Дьо Латр е широко разпространено романско име във Фландрия, което произлиза от латинското atrium (на български: атриум), или от по-средновековната му употреба, в смисъл на оградено място в църква или манастир, често използвано като гробище. Името също така е топоним – през XVI век e построен Латр Сен Куентин. През XVIII век (започвайки от Луи Пол), фамилията дьо Латр или Делатр (правописът често се изменя) понякога добавя и името на имението си Тасини. По време на Френската революция, името на имението отпада, и не се появява до 1829 г., когато Лорен Делатр, назначен в трибунала в Поатие, променя името си на дьо Латр дьо Тасини.
Роже дьо Латр дьо Тасини, баща на маршала е „доайен на кметовете във Франция“ (кмет от 1911 до смъртта си през 1956 г., умира на 101-годишна възраст). Ан-Мари Луиз Ѐно, майката на маршала, е родена в Муирон ан Паред на 18 март 1862 г.

## Военна кариера
От 1898 до 1904 г., Жан дьо Тасини учи в Морското училище, а после и в Специалното военно училище в Сен Сир, което завършва през 1908 г. Прекарва обучение в 29-и драгунски полк в Провен. През 1911 г. влиза в кавалерийското училище в Сомюр.

### Първа световна война
През 1912 г. е назначен в 12-и кавалерийски полк в Понт а Мусон, откъдето отива на фронта. Ранен е в самото начало на сраженията – на 11 август 1914 г., по време на разузнаване. На 14 септември, дьо Тасини отново е ранен – от удар с копие при схватка на неговия отряд драгуни с немски улани. Отслабен от раната си, дьо Тасини е принуден да се крие в Понт а Мусон, окупиран от германците. Спасен е от пленяване от лейтенант от 5-и хусарски полк, излязъл на разузнавателна мисия.
Завършва войната като капитан от 93-ти пехотен полк, с четири ранявания и осем споменавания за извършени подвизи.
Още като лейтенант от пехотата, той се среща с Жорж Клемансо (също роден в Муирон ан Паред). 

### Между световните войни
От 1919 до 1921 г., дьо Тасини служи в 49-и пехотен полк в Байон. През 1921 г. е изпратен в Мароко, в Генералния щаб в района на Таза, където остава до 1926 г. От 1927 до 1929 г., продължава обучението си във Военното училище. Жени се за Симон Калар дьо Ламазиер през 1927 г. На следващата година се ражда синът им Бернар. През 1929 г. е повишен в командир на батальон от 5-и пехотен полк в Куломие. През 1932 г. е повишен в щаба на армията на генерал Максим Вейган, заместник-началник на Върховния военен съвет, с ранг на подполковник. Дьо Тасини е назначен в отдела, който работи със Съветския съюз. През 1935 г. е произведен в полковник и командир на 151-ви пехотен полк в Мец. Между 1937 и 1938 г. завършва висши военни курсове.

### Втора световна война
На 23 март 1939 г. е повишен в бригаден генерал и на 2 септември същата година е назначен за началник на щаба на 5-а армия. На 1 януари 1940 г., дьо Тасини поема командването на 14-а пехотна дивизия, която ръководи по време на първите сблъсъци с Вермахта край Ретел, където дивизията се сражава упорито. От юли 1940 до септември 1941 г. е адютант на командващия 13-и военен район в Клермон Феран, а после е назначен за генерал-майор и командир на войските в Тунис – до края на 1941 г. След това командва 16-а пехотна дивизия в Монпелие и е повишен в генерал-лейтенант.
Когато германските войски окупират Вишистка Франция, дьо Тасини отказва да се подчини на заповедта да не се сражава и е арестуван. На 9 януари 1943 г. е осъден е на 10 години затвор от трибунал в Лион.
Успявайки да избяга на 3 септември от затвора в Риом, дьо Тасини се отправя за Лондон, а после и за Алжир, където пристига на 20 декември 1943 г., скоро след повишаването си в звание генерал (на 11 ноември) от Шарл дьо Гол. През декември, той командва армия „Б“, която после е преименувана на 1-ва армия. На 6 август 1944 г. участва в операция „Драгун“ (дебаркирането в Прованс – между Тулон и Марсилия), и последвалото овладяване на Ронската низина и Вогезите. По-късно достига Рейн и участва в освобождаването на Елзас, където печели победи край Страсбург и навлиза в Германия през Дунав. Войските на дьо Латр превземат Карлсруе, Шварцвалд и Щутгарт, където са пленени голям брой германски войници. Дьо Тасини представя Франция при подписването на примирието на 8 май 1945 г. в щаб-квартирата на маршал Жуков в Берлин.

### След войната
Между декември 1945 и март 1947 г., е главен инспектор и началник на Генералния щаб на армията. От октомври 1948 до декември 1950 г. е главнокомандващ на войските в Западна Европа с щаб във Фонтебло.
По-късно дьо Тасини е назначен за Върховен комисар и главнокомандващ във Френски Индокитай и главнокомандващ на Френския експедиционен корпус в Далечния изток. . След три победи срещу войските на генерал Жиап, на дьо Латр се налага да се завърне във Франция. Изтощен от количеството работа по време на кариерата си и от раните си, получени през 1914 г., и депресиран от смъртта на сина си Бернар по време на кампанията в Индокитай, дьо Тасини се разболява от рак и умира в Париж на 11 януари 1952 г., по време на операция. Посмъртно е повишен в маршал на Франция, по време на погребението си на 15 януари.
Погребан е в родното си селище Муирон ан Паред, където е създаден Национален музей на двете победи, а с решение на Генералното събрание на Вандея семейната къща също е превърната в музей.